# Her Heart's Desire
Her Heart's Desire è un cortometraggio muto del 1917 diretto da Colin Campbell. Prodotto dalla Selig Polyscope Company e sceneggiato da Lanier Bartlett, il film aveva come interpreti Wheeler Oakman, J. Farrell MacDonald, Bessie Eyton, Lillian Hayward.

## Trama
Obbedendo alla madre, che vuole per lei un matrimonio prestigioso, Carolyn Carter si piega a sposare John Fordyce, uomo ricco ma anche disonesto. Nata senza amore e solo per sete di denaro, l'unione si rivela infelice e Carolyn finisce per divorziare da Fordyce che lascia per andare a vivere semplicemente, tra la gente di campagna, vicino al mare e alle montagne. Lì incontra Andres, un giovane pastore, che si occupa delle sue greggi. Il giovane anela a essere educato e la bellissima sconosciuta lo istruisce e lo fa leggere. Ben presto i due giovani si innamorano e Carolyn si rende conto di desiderare una vera unione per la vita, una casa, una famiglia, dei figli.

## Produzione
Il film fu prodotto dalla Selig Polyscope Company.

## Distribuzione
Distribuito dalla General Film Company, il film - un cortometraggio in una bobina - uscì nelle sale cinematografiche statunitensi il 1º settembre 1917.